# Tagcotepec, Ixtacamaxtitlán
Tagcotepec är en ort i Mexiko.   Den ligger i kommunen Ixtacamaxtitlán och delstaten Puebla, i den sydöstra delen av landet, 140 km öster om huvudstaden Mexico City. Tagcotepec ligger 2 919 meter över havet och antalet invånare är 118.
Terrängen runt Tagcotepec är huvudsakligen kuperad, men västerut är den bergig. Runt Tagcotepec är det ganska tätbefolkat, med 65 invånare per kvadratkilometer. Närmaste större samhälle är Libres, 19,2 km sydost om Tagcotepec. I omgivningarna runt Tagcotepec växer huvudsakligen savannskog.